# 環綴
環綴（英語：Circumfix）或稱接周辭、前後綴、兩面接辭，為詞綴之一種，就是將一語素放置於另一語素的周圍。環綴與前綴對比，附加於字詞的開頭；與後綴對比，即附於字詞末尾；與中綴對比，則置於字詞中間。另請參閱插音(epenthesis)。環綴常見於南島語系及格魯吉亞語等語言。

## 範例
>角括號<被用於標記環綴。

### 日耳曼語言
德語過去分詞可能為最廣人知的環綴，比如"規則動詞"ge〉〈t。以動詞spielen為例，比如其分詞為gespielt。荷蘭語也有類似的系統(在這種例子的變化情形為：spelen → gespeeld）。

### 東亞語言
在日本，一些語言學家認為  o〉〈 ni naru 及  o〉〈 suru 為尊稱性的環綴；比如  yomu → お〉 yomi〈になる（敬語）、お〉読み〈する（謙稱語）。

### 南島語
馬來語有八個環綴，分別是：
per⟩ ⟨kan,
per⟩ ⟨i,
ber⟩ ⟨an,
ke⟩ ⟨an,
pen⟩ ⟨an,
per⟩ ⟨an,
se⟩ ⟨nya,
ke⟩ ⟨i.